# Loi relative à la sécurité des consommateurs
Lire en ligne

http://legifrance.gouv.fr/affichTexte.do;jsessionid=54F08648008A0E255CC94166D0C1DFF1.tpdjo11v_2?cidTexte=JORFTEXT000000504475&dateTexte=19930726

La Loi n° 83-660 du 21 juillet 1983 relative à la sécurité des consommateurs et modifiant diverses dispositions de la loi du 1er août 1905, promulguée sous le gouvernement Mauroy et issue d'un projet de loi, affirme les principes de la sécurité des produits pour les consommateurs, renforce les pouvoirs de contrôle de l'État à cette fin, notamment en créant une Commission de sécurité des consommateurs, et exige des entreprises qu'elles mettent en place des procédures volontaires de contrôle. 
Abrogée par la loi n° 93-949 du 26 juillet 1993, ses dispositions sont reprises dans le Code de la consommation (notamment L.221-2, 221-3,221-5, 221-7 et 224-1).
Le principe général de la loi conduit l'administration à fixer à l'industrie des seuils de qualité à respecter, celle-ci se chargeant du contrôle du respect de ces seuils. Des organismes administratifs de contrôle existent néanmoins afin de vérifier la bonne application de ces mesures (notamment la Direction de la consommation et de la répression des fraudes et la Direction générale de la concurrence et la consommation, fusionnées en 1985 au sein de la DGCCRF, la Direction générale des douanes et des droits indirects ou encore les services de la protection des végétaux au Ministère de l'Agriculture). Ce modèle a été largement repris par la directive 93/43/CE du 14 juin 1993 sur l'hygiène des denrées alimentaires, laquelle instaurait notamment le système HACCP.

## Architecture et dispositions générales
Composée de 24 articles et divisée en trois sections (Prévention/Sanctions/Commission de sécurité des consommateurs), la loi dispose en son article 1er un principe général selon lequel « Les produits et les services doivent, dans des conditions normales d'utilisation ou dans d'autres conditions raisonnablement prévisibles par le professionnel, présenter la sécurité à laquelle on peut légitimement s'attendre et ne pas porter atteinte à la santé des personnes. » Malgré son nom, la loi ne concerne pas que le droit de la consommation, mais également celui du travail, puisque l'art. 2, qui traite des exceptions au principe, dispose notamment que:
« Des décrets en Conseil d'État, pris après avis de la commission de la sécurité des consommateurs prévue à l'article 13 de la présente loi, fixent, en tant que de besoin, par produits ou catégories de produits, les conditions dans lesquelles la fabrication, l'importation, l'exportation, l'offre, la vente, la distribution à titre gratuit, la détention, l'étiquetage, le conditionnement, la circulation des produits ou le mode d'utilisation de ces produits sont interdits ou réglementés.

Ils déterminent également les conditions d'hygiène et de salubrité que doivent observer les personnes qui participent à la fabrication, à la transformation, au transport, à l'entreposage, à la vente des produits ou qui assurent des prestations de services... »
Outre les modifications au cadre réglementaire fixé par la loi du 1er août 1905 sur les fraudes et falsifications en matière de produits et de services qui donne son titre à la loi, celle-ci abroge ou/et modifie aussi certaines dispositions de la loi n° 78-23 du 10 janvier 1978 sur la protection et l'information des consommateurs de produits et de services.

## Mesures réglementaires d'application
Les mesures réglementaires appliquant la loi comptent, entre autres:
- le décret n° 88-466 du 28/04/1988 relatif aux produits contenant de l'amiante
- le décret en Conseil d'État n° 91-1175 du 13/11/1991 publié au JO du 19/11/1991, portant application de la loi du 21 juillet 1983 relative à la sécurité des consommateurs en ce qui concerne certains objets*
- le décret n° 84-934 du 17/10/1984 (devenu art. L221-7 du Code de la consommation) fixant les organismes habilités à effectuer des contrôles

D'autres textes d'application existent, bien que le site du Sénat les présente comme non prévus par la loi, notamment en ce qui concerne les fraudes sur l'étiquetage et la présentation des denrées alimentaires (décret n° 84-1147 du 19/12/1984 et arrêté du 31 mars 1985) ou la « prévention des risques résultant de l'usage des jouets » (décret en Conseil d'État n° 89-662 du 12/09/1989, devenu L. 221-3 du Code de la consommation), etc.